# Human resources
Human resources-avdelning (HR-avdelning)  eller human resource management (HRM) kallas ett företags personalavdelning som ser till att det finns basprocesser etablerade relaterade till resursen humankapital (eng. human resources) i en organisation. Det vill säga personalens kompetens och psykiska och fysiska välbefinnande. Det innefattar hur organisationer arbetar med sin personal för att främja organisationen och gäller exempelvis rekrytering, lönesättning, kompetensutveckling, hälsovård eller annan personalvård. Skillnaden mot hur man tidigare har jobbat med personaladministration är att HRM jobbar mer genomtänkt och strategiskt med organisationens mänskliga resurser. HRM kopplas tydligt an till organisationens affärsidé, mål, visioner och strategier. HRM ser till de anställda, både som grupper och som individer, och ser till personalens beteende samt emotionella och sociala aspekter. Trots den tydliga skillnaden mellan personaladministration och HRM är det många organisationers personalavdelningar som bara bytt namn till HRM-avdelning. Dock menar vissa att det inte finns en förenlig bild över vad HRM egentligen är och vad det ska göra vilket kan göra distinktionen mellan personalavdelning och HRM-avdelning något luddig.    

## Historia
HRM har sitt ursprung i Human Relations, som växte fram som en motrörelse till den tidigare så kallade Taylorismen som bildades av Frederick Winslow Taylor. HR fokuserar på de mänskliga faktorerna i ett företag, bland annat behovet av att känna sig erkänd och känna grupptillhörighet. Human Relations (Elton Mayo) slogan innehöll ord som demokratisk arbetsdelning, medbestämmande och motivation. Vidare kom HR att utvecklas till HRM som var en ny typ av personalfunktion som fokuserade på bl.a. rekrytering, personalutveckling, karriärsfrågor samt könsroller och motivation. Tidigare hade fokus legat på att få personalen att må bra, nu fanns en tydlig strategi för att personalen skulle prestera så bra som möjligt i företagets syfte. 

## Användningsområden
Dave Ulrich räknar upp olika funktioner HRM har, såsom affärsstrategier, omstrukturering av organisationsprocesser samt dialoger mellan anställda och ledning. I praktiken innebär dessa planering, rekrytering, personalutveckling samt personalunderhåll. Dessa fyra områden och deras funktioner delar en del gemensamma komponenter som är nödvändiga för att nå mål inom organisationen. Planering innebär att antalet anställda samt deras kvaliteter ska tillgodose organisationens mål. Rekrytering handlar om att hitta dessa medarbetare som planeringsfunktionen har kommit fram till. För att sedan utveckla och utbilda medarbetarna så finns personalutvecklingsfunktionen. Personalunderhållsfunktionen finns till för att medarbetarnas behov ska bli tillgodosedda såsom grupptillhörighet, välmående, möjlighet till utveckling och saker som kan verka små, såsom en kaffemaskin.

## Olika fokus
HRM kan även fokusera på olika saker i organisationer och kan då benämnas som bland annat:
- IHRM (International Human Resource Management) vilket framförallt fokuserar på bredare organisatoriska frågor som HR-rutiner kring dotterbolag eller i internationella fusioner[1].
- SHRM (Strategic Human Resource Management) vilket framförallt länkar personalhanteringen till organisationens resultat och prestation, framförallt finansiella och marknadsmässiga mål[7].
- Sustainable HRM (Sustainable Human Resource Management) vilket har ett bredare spektrum än SHRM och fokuserar på mänskliga utfall och sociala resultat. Detta synsätt fokuserar också på HRM:s påverkan på miljön[7].
- MHRM (Micro Human Resource Management) vilket främst fokuserar på hanteringen av individer och smågrupper som arbetar i organisationen. Det finns även ett fokus på aktiviteter så som rekrytering, urval och introduktion av nya medarbetare[8].